# Walk the Earth
Walk the Earth es el undécimo álbum de estudio de la banda sueca de rock Europe. Fue lanzado el 20 de octubre de 2017. El álbum fue producido por Dave Cobb y grabado en los legendarios Abbey Road Studios en Londres.

## Historia
El álbum fue grabado en Abbey Road Studios en Londres en un período de dos semanas. La banda llegó al estudio con diez canciones ya compuestas y las produjo con Dave Cobb. "GTO" es una canción que se origina de un riff hecho por John Norum. Band estaba buscando una canción up-tempo para el álbum, por lo que Norum presentó su idea para el riff. Trabajó en ese riff con Cobb en el estudio y luego Joey Tempest coescribió la letra también con Cobb. Líricamente, se convirtió en la canción del automóvil, en el amor por el camino y la libertad. Musicalmente, fue influenciado por Deep Purple. Song "Pictures" se origina en una idea que Tempest tenía en mente desde hace algunos años. Ya tenía la mitad del verso inventado en su cabeza, así que decidió probarlo esta vez. Entonces, pocas semanas antes del ensayo final, él estaba en la casa de sus padres y allí escribió la segunda parte del versículo. Después de eso, lo presentó a la banda y al productor, y a todos les encantó porque era diferente. Líricamente, canción es una secuela de la canción The Final Countdown (1986). Band lo coescribió con un amigo de Cobb, Aaron, de Nashville, y todos exploraron lo que le sucedió a la gente que dejó la tierra en 1986 y se dirigió a Venus. "Lobos" es una canción política sobre un informante que tuvo que mudarse con su familia porque dijo la verdad sobre algo que lobos lo perseguían en una situación donde nadie confía en nadie. La introducción de la canción se hizo con una vieja técnica de grabación en una grabadora antigua y también es diferente en el rango vocal y los arreglos. Tempest originalmente tenía en mente que una banda hiciera un álbum conceptual, pero después de un tiempo se dio cuenta de que Europa es una banda de rock, así que él y la banda decidieron que cada canción se desarrollara en el estudio y que escribieran juntas. Joey originalmente quería investigar un poco, así que conoció a un profesor universitario para aprender de él sobre cómo llegó a ser la democracia tal como la vemos hoy, dónde, cómo y cuándo sucedió en diferentes momentos. Terminó con algunas investigaciones y pocas canciones tocadas sobre él, "The Siege", "Kingdom United" y "Election Day". [4] [5] La canción "The Siege" trata de la parte de la Revolución Francesa cuando Napoleón comenzó a derrotar a los aristócratas y cuando comenzó la democracia en Francia. "Election Day" es una canción de observación sobre las elecciones simultáneas que se estaban llevando a cabo en Estados Unidos e Inglaterra. Chris Difford, de la banda Squeeze, ayudó a Tempest a coescribir las letras en "Election Day" y "Kingdom United". La canción "Turn to Dust" se origina musicalmente de la idea de Mic Michaeli. Band trató de resolverlo para cada álbum, pero esta vez Joey presionó a la banda para que terminara la canción. El título de la canción es también la idea de Michaeli. Líricamente, la canción advierte a las personas que no pierdan el tiempo. Joey explicó: "Es posible que haya olvidado enviar esas cartas y decir esas palabras a personas que conozco, pero todavía hay una posibilidad de hacerlo. Fue un gran final para el álbum". "Walk the Earth" es una canción positiva de renacimiento.
"Kingdom United" es la primera canción que se escribió para el álbum. La primera demo, en la que Tempest solo tocaba la batería, se llamaba "Path of Democracy" y era bastante ingenua y caótica en comparación con la versión groove más directa del álbum. La canción se armó en dos partes principales; la parte principal de riff y el solo de guitarra de outro. Durante el ensayo, el nombre de trabajo de la canción se cambió a "ProgLizzy" y fue la canción que dio origen al álbum completo porque provenía de un lugar más progresivo y líricamente del tema de la democracia. Mientras la banda estaba en el estudio grabando esta canción, Cobb sugirió agregar la parte instrumental llena de teclados Mellotron después de cada verso. En la etapa inicial, mientras la canción todavía se llamaba "Path of Democracy", Tempest tenía en mente hacer un álbum conceptual con cada tema de la canción uppon democracy. Después de que los arreglos se hicieron en el estudio, Tempest contactó a Difford y le explicó que quería escribir con él una letra sobre el período en la historia del Reino Unido cuando se formó, escribió y firmó la Carta Magna y cuando comenzó la democracia en el Reino Unido. Mientras Tempest y Difford escribían las letras, había un amigo de Difford, Boo Hewerdine, que se estaba quedando en la casa y que también ayudó a agregar algunas líneas líricas. "Haze" es una canción que se origina de un riff compuesto por John Norum. Band trabajó en esta canción en su lugar de ensayo en Estocolmo. Después de que llegaron al Abbey Road Studio, Cobb ayudó a llevar una canción a un nivel diferente con ideas de arreglos, efectos y producción. También es la primera vez que la banda ha puesto solo de batería en una canción. Las letras fueron hechas por Cobb y Tempest alrededor del piano de cola en Studio 3. Llevaron las letras a un lugar psicodélico lejano debido a los acordes y al ambiente de la canción. "Whenever You're Ready" se origina en el riff up-tempo compuesto por Tempest en su estudio en Londres. Trabajaron en la canción en el lugar de ensayo de la banda en Estocolmo. Más tarde, en el estudio, Cobb agregó una parte musical después de cada verso que hacía un flujo diferente de una canción. Las letras se hicieron con Tempest y Aaron Raitiere y es una letra de rock directa.

## Lista de canciones
| N.º | Título                  | Escritor(es)                                                        | Duración |  |
| 1.  | «Walk the Earth»        | Joey Tempest, Mic Michaeli, Dave Cobb, Aaron Raitiere               | 4:15     |  |
| 2.  | «The Siege»             | Joey Tempest, John Levén, Mic Michaeli, Chris Difford, Dave Cobb    | 4:00     |  |
| 3.  | «Kingdom United»        | Joey Tempest, Chris Difford, Dave Cobb, Boo Hewerdine               | 2:51     |  |
| 4.  | «Pictures»              | Joey Tempest, Dave Cobb, Aaron Raitiere                             | 4:48     |  |
| 5.  | «Election Day»          | Joey Tempest, Mic Michaeli, Chris Difford, Adam Lamprell, Dave Cobb | 4:06     |  |
| 6.  | «Wolves»                | Joey Tempest, John Norum, Dave Cobb                                 | 3:55     |  |
| 7.  | «GTO»                   | Joey Tempest, John Norum, Dave Cobb                                 | 3:29     |  |
| 8.  | «Haze»                  | Joey Tempest, John Norum, James Fucci, Dave Cobb                    | 3:49     |  |
| 9.  | «Whenever You're Ready» | Joey Tempest, Dave Cobb, Aaron Raitiere                             | 2:51     |  |
| 10. | «Turn to Dust»          | Mic Michaeli, Joey Tempest, Aaron Raitiere                          | 6:50     |  |

## Personal
Europe
- Joey Tempest - voz principal
- John Norum - guitarras
- John Levén - bajo
- Mic Michaeli - teclados
- Ian Haugland - batería

Producción
- Producido por Dave Cobb[2][3]

Arte de cubierta
- Diseño de Mike Sportes[2][3]

## Listados
| Listado (2017)                      | Máxima posición |
| ----------------------------------- | --------------- |
| Austria (Ö3 Austria)                | 28              |
| Bélgica (Ultratop flamenca)         | 75              |
| Bélgica (Ultratop valona)           | 109             |
| República Checa (ČNS IFPI)          | 23              |
| Finlandia (Suomen Virallinen Lista) | 31              |
| Francia (SNEP)                      | 62              |
| Alemania (Media Control Charts)     | 40              |
| Italia (FIMI)                       | 43              |
| Japón (Oricon)                      | 46              |
| Noruega (VG-lista)                  | 38              |
| Escocia (Scottish Albums Chart)     | 43              |
| España (PROMUSICAE)                 | 23              |
| Suecia (Sverigetopplistan)          | 2               |
| Suiza (Schweizer Hitparade)         | 20              |
| Reino Unido (UK Albums Chart)       | 69              |